# Нафтогазогеологічне районування
Нафтогазогеологічне районування — виділення в межах земної кори нафтогазоносних територій і їх поділ на відокремлені різномасштабні фрагменти (об'єкти), які характеризуються певними рисами геологічної будови і нафтогазоносності. В основу районування покладено тектоно-фаціальний принцип, який ґрунтується на аналізі комплексу певних геологічних взаємопов'язаних ознак і полягає у встановленні подібностей і відмінностей геотектонічної будови окремих суміжних територій. Також визначаються і порівнюються їхні літолого-стратиграфічні особливості, гідрогеологічні і геохімічні умови. Все це в сукупності контролює нафтогазоносність надр.
Питання нафтогазогеологічного районування має велике наукове та практичне значення.
- В науковому плані районування проводять для:
  - встановлення головних закономірностей зв'язку регіональних нафтогазоносних території з певними великими геоструктурними елементами земної кори та приуроченими до них формаціями,
  - порівняльної оцінки перспектив нафтогазоносності різних частин досліджуваної території з урахуванням особливостей геологічної будови та формування її значних геоструктурних елементів,
  - виявлення геологічних умов розміщення прогнозних ресурсів нафти і газу (категорій D1 та D2) в різних частинах досліджуваної території.

- В практичному плані районування проводять з метою:
  - виявлення зон максимальних концентрацій ресурсів нафти і газу,
  - складання планів раціонального використання природних ресурсів,
  - вибору найбільш оптимальних напрямків пошуково-розвідувальних робіт на нафту і газ та підвищення їх ефективності.

Слід зауважити, що існують два основних підходи щодо нафтогазогеологічного районування:
- за принципом виділення нафтогазоносних провінцій,
- за принципом виділення нафтогазоносних басейнів.

Ці два принципи не слід протиставляти один одному, оскільки в багатьох випадках поняття басейну і провінції збігаються. До прикладу можна навести Дніпровсько-Припятську, Західносибірську та Ферганську нафтогазоносні провінції. Проте для Волго-Уральської НГП не можна застосувати термін «басейн», оскільки він не відбиває усіх різновидів геоструктурних елементів (складно побудована антекліза), і не враховує пербудову структурних планів протягом різних етапів геологічного розвитку території. Басейн уточнює зв'язок нафтогазоутворення і формування покладів з осадовими басейнами. Провінція — більш широке поняття.

## Структура нафтогазогеологічного районування
- Глобальний рівень
  - Нафтогазоносний пояс
- Регіональний рівень
  - Нафтогазоносна провінція, нафтогазоносний басейн
  - Нафтогазоносна область
  - Нафтогазоносний район
  - Зона нафтогазонакопичення
- Локальний рівень
  - Родовище
  - Поклад
  - Пастка